# Flüelen
Flüelen (italienisch Fiora) ist eine Einwohnergemeinde im Schweizer Kanton Uri. Nachbargemeinden sind im Südwesten Seedorf, im Norden Sisikon, im Osten Bürglen und im Süden Altdorf.

## Geographie

Historisches Luftbild aus 300 m von Walter Mittelholzer von 1922

Flüelen liegt am südlichen Ende des Urnersees, einem Arm des Vierwaldstättersees, zwischen der Einmündung der Reuss in den See und der Bergkette des Rophaien östlich des Sees. Im unteren Teil des Berghangs des Rophaien ragt die fast 400 Meter hohe Felswand des Axen direkt aus dem See empor. Sie bildete bis zum 19. Jahrhundert ein für Fahrzeuge unüberwindbares Verkehrshindernis zwischen Brunnen und dem Kanton Uri. Im Nordosten folgt die Gemeindegrenze ungefähr der Wasserscheide mit den markanten Bergen Hüenderegg, Hagelstock, Siwfass und Diepen, der mit einer Höhe von 2222 m. ü. M. den höchsten Punkt auf dem Gemeindegebiet darstellt. Am Passübergang vom Gruontal in die Selezalp über der Ortschaft Bürglen liegt der kleine See Gross Flesch. Das steile Tal des Gruonbachs von der hoch gelegenen Alp Schön Chulm bis zum Urnersee macht den grössten Teil der Gemeindefläche aus. Das Bachbett ist zum Schutz des Siedlungsteils Usserdorf, der sich über den ursprünglichen Schuttfächer des Bachs ausbreitet, und der wichtigen Verkehrswege seit 1884 mit zahlreichen Dämmen und Wildbachsperren verbaut worden.
Der Gruonbach stellt ebenso wie die kleineren Bäche, die bei Flüelen von den Berghängen zum Vierwaldstättersee fliessen, nach starken Niederschlägen ein erhebliches Risiko für Überschwemmungen und Murgänge dar. Bei sehr grossem Wasserabfluss der Reuss und anderer Gewässer in den Nachbartälern tritt der Vierwaldstättersee über die Ufer, so wie beim Hochwasser im Jahr 2005, als der Dorfkern und das ganze Gewerbequartier von Flüelen in der Ebene unter Wasser standen. Das Flussbett der Reuss wurde nach mehreren Überschwemmungen, die in der ersten Hälfte des 19. Jahrhunderts den Talboden bei Altdorf und Flüelen verwüstet hatten, von 1850 bis 1863 begradigt und mit Dämmen gesichert. Im 20. Jahrhundert hat die Reuss jedoch wieder mehrmals die Hochwasserdämme durchbrochen. Die Flutkatastrophe von 1987 beschädigte viele Häuser und die Eisenbahnanlagen und überschwemmte die Autobahn. Nach diesem Ereignis vergrösserte der Kanton Uri das Gerinne im Reusskanal und baute zusätzliche Schutzanlagen und einen Leitdamm einen halben Kilometer östlich der Reuss bis zum Urnersee.
Der Wald am steilen Berghang über dem Dorfkern von Flüelen wurde schon im Jahr 1382 zum Bannwald erklärt. Die Forstwirtschaft klassiert ihn wegen der Topographie als «extremen Steinschlagschutzwald». Der Gruonwald gehört nach einem Landsgemeindebeschluss von 1675 den Korporationsgemeinden von Flüelen, Altdorf und Bürglen gemeinsam.
Von der Schwemmebene der Reuss am Vierwaldstättersee gehört die rechte Seite des Reussdeltas mit dem weithin sumpfigen Boden zu Flüelen. Die grossen Kiesablagerungen am Deltarand werden seit dem späten 19. Jahrhundert durch die Baggerfirma Arnold & Co. AG ausgebeutet, die seit 1897 Baggermaschinen einsetzt. Seit der Inkraftsetzung des Urner Reussdeltagesetzes von 1986 wird die Kiesausbeutung mit dem Landschaftsschutz im Gebiet des Reussdeltas koordiniert. Vom Ausbruchmaterial des Gotthard-Basistunnels sind rund 1,8 Millionen Tonnen Gestein für Aufschüttungen im See vor dem Reussdelta verwendet worden. Dabei sind drei neue Inseln («Neptuninseln») geschaffen worden.
Die Dorfsiedlung liegt in einem schmalen Landstreifen am See und besteht aus den zusammengewachsenen Ortsteilen Oberdorf, Dorf und Usserdorf. Zwischen der Eisenbahnlinie und der Reuss befindet sich das Gewerbequartier von Flüelen.
Nur 76 ha oder 6 % der Gemeinde sind Siedlungsfläche. Davon sind 28 ha Gebäude- und 10 ha Industrieareal sowie 30 ha Verkehrsfläche. Umfangreicher ist die Landwirtschaftsfläche mit 273 ha oder einem Anteil von 22 %. Darunter befinden sich Alpgebiete im Umfang von 186 ha östlich des Dorfs unterhalb der Eggberge, eines Höhenzugs nordöstlich von Altdorf. Weitere 85 ha sind sonstiges Wies- und Ackerland. Mehr als die Hälfte des Gemeindegebiets, nämlich 684 ha oder 55 %, ist von Wald und Gehölz bedeckt. Unproduktives Areal auf 209 ha oder 17 % des Gemeindegebiets umfasst fast ausschliesslich vegetationsarme Flächen im Hochgebirge.

## Bevölkerung
| Bevölkerungsentwicklung | Bevölkerungsentwicklung | Bevölkerungsentwicklung | Bevölkerungsentwicklung | Bevölkerungsentwicklung |
| ----------------------- | ----------------------- | ----------------------- | ----------------------- | ----------------------- |
| Jahr                    | Einwohner               |                         | Jahr                    | Einwohner               |
| 1685                    | 337                     | 1930                    | 1170                    |                         |
| 1743                    | 372                     | 1941                    | 1608                    |                         |
| 1799                    | 469                     | 1950                    | 1645                    |                         |
| 1850                    | 600                     | 1970                    | 1731                    |                         |
| 1860                    | 660                     | 1990                    | 1695                    |                         |
| 1880                    | 14250                   | 2000                    | 1741                    |                         |
| 1888                    | 730                     | 2005                    | 1856                    |                         |
| 1900                    | 941                     | 2010                    | 1959                    |                         |
| 1920                    | 11850                   | 2019                    | 1973                    |                         |

Wegen der Bedeutung von Flüelen als Warenumschlagplatz an der Gotthardroute sind schon früh Einwohnerzahlen bekannt. Der Ort wuchs zwischen 1685 und 1743 relativ langsam und dann bis 1799 etwas stärker. Auch in der Phase bis 1860 nahm die Zahl der Bewohner nur langsam zu. Ein herausragendes Jahr war 1880, als die Einwohnerzahl durch die Anwesenheit von Bauarbeitern der Gotthardbahn deutlich höher war als vorher. Sie sank deshalb bis 1888 auch wieder markant. Zwischen 1888 und 1920 kam es dann zu einem dauerhaften Bevölkerungsanstieg von 62 %, als Folge der guten Verkehrsverbindungen (Axenstrasse und Gotthardbahn). Danach folgte ein Jahrzehnt der Stagnation. In den 1930er Jahren wuchs die Bevölkerung nochmals um 37 % an. Nach einem beständigen Wachstumsschub bis 1970 folgte bis 1990 ein kleiner Rückgang der Einwohnerschaft. So blieb das Wachstum im halben Jahrhundert von 1941 bis 1990 bescheiden. Seit 1990 setzte ein verstärktes und bis heute anhaltendes Wachstum ein.
Die Bevölkerung spricht eine hochalemannische Mundart. Fast die gesamte Einwohnerschaft spricht als tägliche Umgangssprache deutsch. Bei der letzten Volkszählung im Jahr 2000 gaben 94 % Deutsch, 2 % Italienisch und rund 2 % Albanisch als Hauptsprache an.
Die Bevölkerung war früher vollumfänglich Mitglied der römisch-katholischen Kirche. Die Konfessionsverhältnisse im Jahr 2000 lassen immer noch die ursprüngliche Struktur erkennen. 1562 Personen waren katholisch (87 %). Daneben gab es 6 % evangelisch-reformierte Christen, 1,4 % Muslime und 2,80 % Konfessionslose. 28 Personen machten keine Angaben zu ihrem Glaubensbekenntnis.
Von den Ende 2005 1874 Bewohnern waren 1692 (90 %) Schweizer Staatsangehörige. Die Zugewanderten stammen mehrheitlich aus Mitteleuropa (Deutschland), aus Südeuropa (Italien) und dem ehemaligen Jugoslawien (Serbien-Montenegro). Bei der Volkszählung 2000 waren 1601 Personen (90 %) Schweizer Bürger; davon besassen 57 Personen die doppelte Staatsbürgerschaft.
Die Gemeinde zählt einen hohen Anteil an Leuten mittleren Alters (30–59 Jahre; 41 %). Der Anteil der Personen unter zwanzig Jahren von 22 % der Ortsbevölkerung entspricht beinahe dem Anteil der Senioren (60 Jahre und älter; 22 %).
Bei der letzten Volkszählung im Jahr 2000 ergab sich folgende Altersstruktur:
| Alter  | 0–6 Jahre | 7–15 Jahre | 16–19 Jahre | 20–29 Jahre | 30–44 Jahre | 45–59 Jahre | 60–79 Jahre | 80 Jahre und mehr |
| Anzahl | 152       | 187        | 59          | 262         | 430         | 305         | 296         | 96                |
| Anteil | 8,51 %    | 10,46 %    | 3,30 %      | 14,66 %     | 24,06 %     | 17,07 %     | 16,56 %     | 5,37 %            |

## Politik

### Legislative
Die Gemeindeversammlung bildet die Legislative. Sie tritt meistens zweimal jährlich zusammen.

### Exekutive
Der siebenköpfige Gemeinderat bildet die Exekutive. Er ist nebenamtlich tätig. Derzeitiger Gemeindepräsident ist Andreas Feubli (Stand 2023).

## Wirtschaft

### Struktur und Entwicklung
Im Jahr 2005 gab es 16 Landwirtschaftsbetriebe, die 44 Arbeitsstellen anboten. Industrie und Gewerbe beschäftigten in 19 Arbeitsstätten 256, der Dienstleistungsbereich in 56 Betrieben 387 Personen (Beschäftigung auf Vollzeitstellen umgerechnet). Die Volkszählung 2000 ergab 20 Landwirtschafts- und Forstbetriebe mit 51 Beschäftigten. Die Betriebszählung 2001 kam auf 21 Industrie- und Gewerbebetriebe mit 220 und 70 Dienstleistungsunternehmen mit 418 Beschäftigten. Die früher landwirtschaftlich dominierte Gemeinde weist heute einen hohen Anteil an Industriebeschäftigten und Gewerblern aus. Von den im Jahr 2000 909 erwerbstätigen Personen Flüelens arbeiteten 293 (32,23 %) in der eigenen Gemeinde. Insgesamt bot der Ort 681 Menschen Arbeit an, von denen 293 (43,02 %) Einheimische waren.
Die 616 Wegpendler arbeiten grösstenteils in anderen Gemeinden des Kantons Uri. Darunter 281 Personen in Altdorf, 56 in Schattdorf, 29 in Bürglen, 27 in Erstfeld und 18 in Seedorf. Bedeutende Arbeitsorte ausserhalb des Kantons sind im Kanton Schwyz die Gemeinden Schwyz (24 Personen) und Ingenbohl (12), im Kanton Luzern die Stadt Luzern (26) und Emmen (10) und im Kanton Zug die Stadt Zug (12). Die 388 Zupendler kamen hauptsächlich aus Altdorf (98 Personen), Seedorf (49), Schattdorf (45), Erstfeld und Bürglen (je 40), Attinghausen (30) und Silenen (20).
Im kantonalen Entwicklungsplan des Kantons Uri von 2012 ist die Gemeinde Flüelen als ein Entwicklungsschwerpunkt für die Bereiche Wohnen, Dienstleistungen und Tourismus bezeichnet.

Flüelen, historisches Luftbild von 1922, aufgenommen aus 200 Metern Höhe von Walter Mittelholzer

### Industrie
Von ihrem Werkgelände beim Hafen von Flüelen aus betreibt die Arnold & Co. Sand- und Kieswerke AG den Abbau von Kies und Sand vor der Reussmündung und den Transportverkehr auf dem Vierwaldstättersee.

### Verkehr

#### Bahn

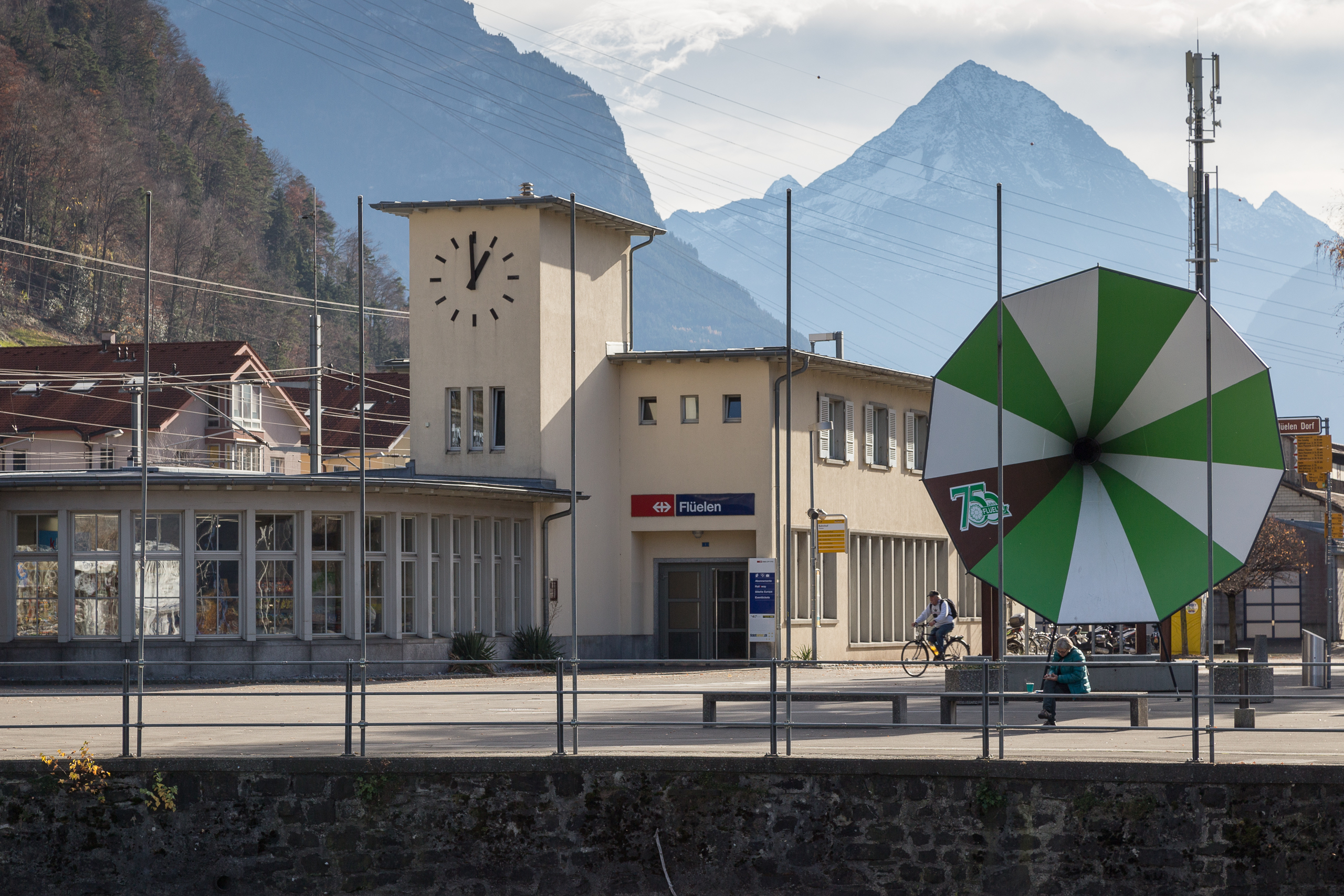
Bahnhof Flüelen im 750. Jahr der Gemeinde, im Hintergrund der Gipfel des Bristen

Die Gotthardbahn führt durch Flüelen, wo am See der Bahnhof Flüelen gebaut wurde.

#### Strasse
Die Gemeinde liegt an zwei wichtigen Strassen. Die 1865 eröffnete Axenstrasse führt durch das Dorf, wobei 2005 mit dem Flüelertunnel eine Umfahrung gebaut wurde. Südlich der Gemeinde ist die Axenstrasse als Autobahn A4 mit der A2 an der Ausfahrt Altdorf Nord verbunden. Die Hauptstrasse 2 verläuft auf der Axenstrasse gemeinsam mit der A4, führt danach aber durchs Dorf. Anschliessend kreuzen sich die A4 und die H2 am Flüeler Kreisel, von wo aus die H2 weiter nach Altdorf führt.
Von 1906 bis 1951 bestand die Strassenbahn Altdorf–Flüelen. Heute wird die Gemeinde von einer Bus- und drei Postauto-Linien der Auto AG Uri erschlossen.

#### Weiteres
Beim Hafen von Flüelen liegt eine wichtige Schiffsstation im Fahrplan der Schifffahrtsgesellschaft des Vierwaldstättersees.
Die 1991 eingerichtete Wanderroute Weg der Schweiz führt in seinem mittleren Teil dem Vierwaldstättersee entlang durch Flüelen. In diesem Abschnitt mit einer neuen Holzbrücke über die Reuss liegen die Strecken der Kantone Baselland, Schaffhausen, beider Appenzell, Sankt Gallen und Graubünden. Zwischen Flüelen und Sisikon liegt der Weg teilweise auf dem Trassee der alten Axenstrasse.
Vom Usserdorf führen zwei Seilbahnen zu den hoch gelegenen Weilern Gibel und Ober Axen.
Die südlich des Dorfes auf dem Gebiet von Altdorf errichtete Eggberge-Seilbahn erschliesst die Altdorfer Alpsiedlung Eggbergen und die entfernt liegenden Alpen von Flüelen. Von der Bergstation Eggbergen führt der anspruchsvolle Wildheuer-Wanderweg durch die hohen Weiden am Rophaien zur Station Oberaxen.

### Tourismus

Schifflände Flüelen, ca. 1890

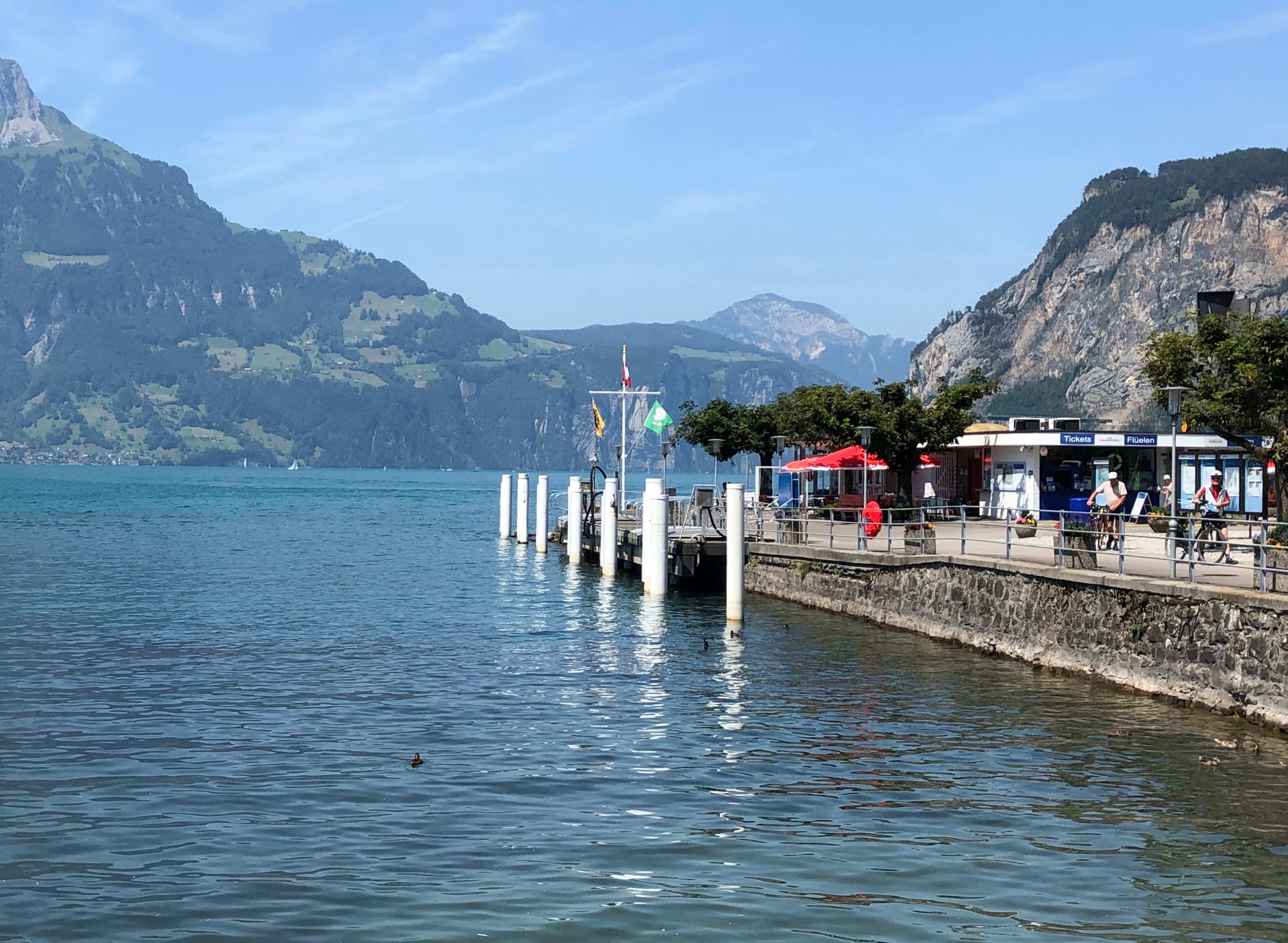
Schiffsteg 2019

Flüelen galt lange als bedeutender Etappenort an der Gotthardroute. Ein Hotel und ein Campingplatz bieten Unterkunftsmöglichkeiten.
Neben dem «Weg der Schweiz» sind bei Flüelen auch Wanderwege über dem Gruontal eingerichtet. Bekannt ist besonders der Wildheupfad von den Eggbergen über die hoch gelegenen Heuwiesen unter dem Rophaien bis nach Oberaxen.

### Infrastruktur
Am Berghang oberhalb des Dorfes führen drei grosse Hochspannungsleitungen von den Alpen in das Mittelland. 1945 baute die Elektrizitätsgesellschaft Atel (heute Alpiq Holding) eine Hochspannungsleitung vom Kraftwerk Amsteg über den Axen nach Immensee. Eine weitere Leitung gehört den Schweizerischen Bundesbahnen.
Für die Siedlungsentwässerung ist die Gemeinde Flüelen der Abwasserreinigungsanlage Altdorf angeschlossen.

## Geschichte
Im Mittelalter lag beim Umschlagplatz am See eine Zollstation des Deutschen Reichs. Der Reichszoll für Güter, die über den Gotthard transportiert wurden, ist im Jahr 1313 erstmals erwähnt. Um 1400 gelangte der Zoll an das Land Uri. 1383 ist in Flüelen eine Säumergenossenschaft erwähnt, 1374 eine Schifffahrtsgesellschaft.
Die Ziegelproduktion ist in Flüelen 1560 erstmals belegt. 1576 übernahm Ritter Walter von Roll die Ziegelhütte. Die erste bekannte Ziegelhütte befand sich im Ausserdorf auf dem Areal der noch heute «Ziegelhaus» genannten Liegenschaft. Die Ziegelei und Baumaterialienhandelsfirma Bernhard Ziegler & Söhne AG gehört seit 2015 zum Baustoffkonzern HGC.
Bis in die Mitte des 17. Jahrhunderts war Flüelen ein Teil von Altdorf UR. Seither ist die Gemeinde selbständig.
1837 begann der regelmässige Verkehr von Dampfschiffen auf dem Vierwaldstättersee.
Beim Bau der Eisenbahn um 1870 am Seeufer wurde die alte Hafenanlage zum grossen Teil zugeschüttet und das Dorfbild stark verändert.
Im 2015 feierte das Dorf sein 750-jähriges Jubiläum.

## Sehenswürdigkeiten
Im Wartesaal des Bahnhofs ist die «Föhnwacht», eines der schönsten und bekanntesten Wandbilder des Urner Malers Heinrich Danioth, zu sehen. Der neue Bahnhof besteht seit 1945 und war damals ein avantgardistischer Bau.
Zwischen dem Bahnhof und der Schiffsstation steht die Plastik Schwörende Hände (Rütlischwur), die der Künstler Werner Witschi für die Expo 64 gestaltet hatte und im Jahr 1965 von der Stadt Lausanne dem Kanton Uri übergeben worden ist.
Unweit des Bahnhofes befindet sich Schloss Rudenz mit dem öffentlich zugänglichen Schlosspark.
In der ehemaligen Kirche ist seit März 2008 eine permanente Ausstellung eingerichtet, in der Bergkristalle aus der Region, darunter der aussergewöhnliche Fund von 2006, gezeigt werden. Im 2015 bestand darin eine Sonder-Ausstellung zum Jubiläum der Gemeinde.
Die alte Kirche hätte nach der Exsekration 1912 abgebrochen werden sollen und diente im Ersten Weltkrieg als Bürstenfabrikationshalle. Über die Jahre wurde sie von verschiedenen Vereinen als Turnhalle benützt oder als Truppenunterkunft sowie für die Gemeindeversammlungen. Im 2010 wurde sie komplett renoviert.
Die neue Pfarrkirche Herz Jesu wurde 1912 gebaut.

## Bilder

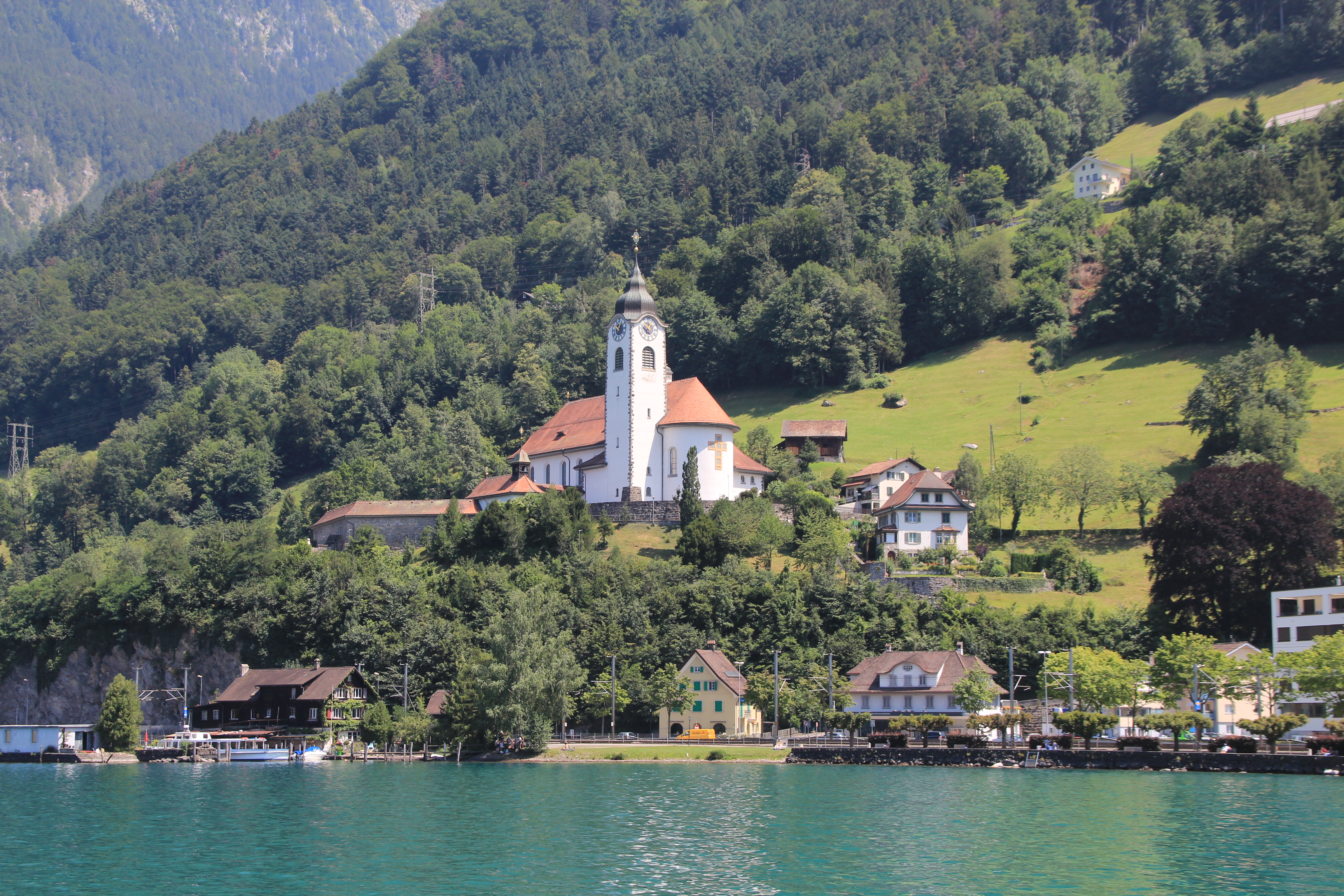
Pfarrkirche Herz Jesu, Flüelen
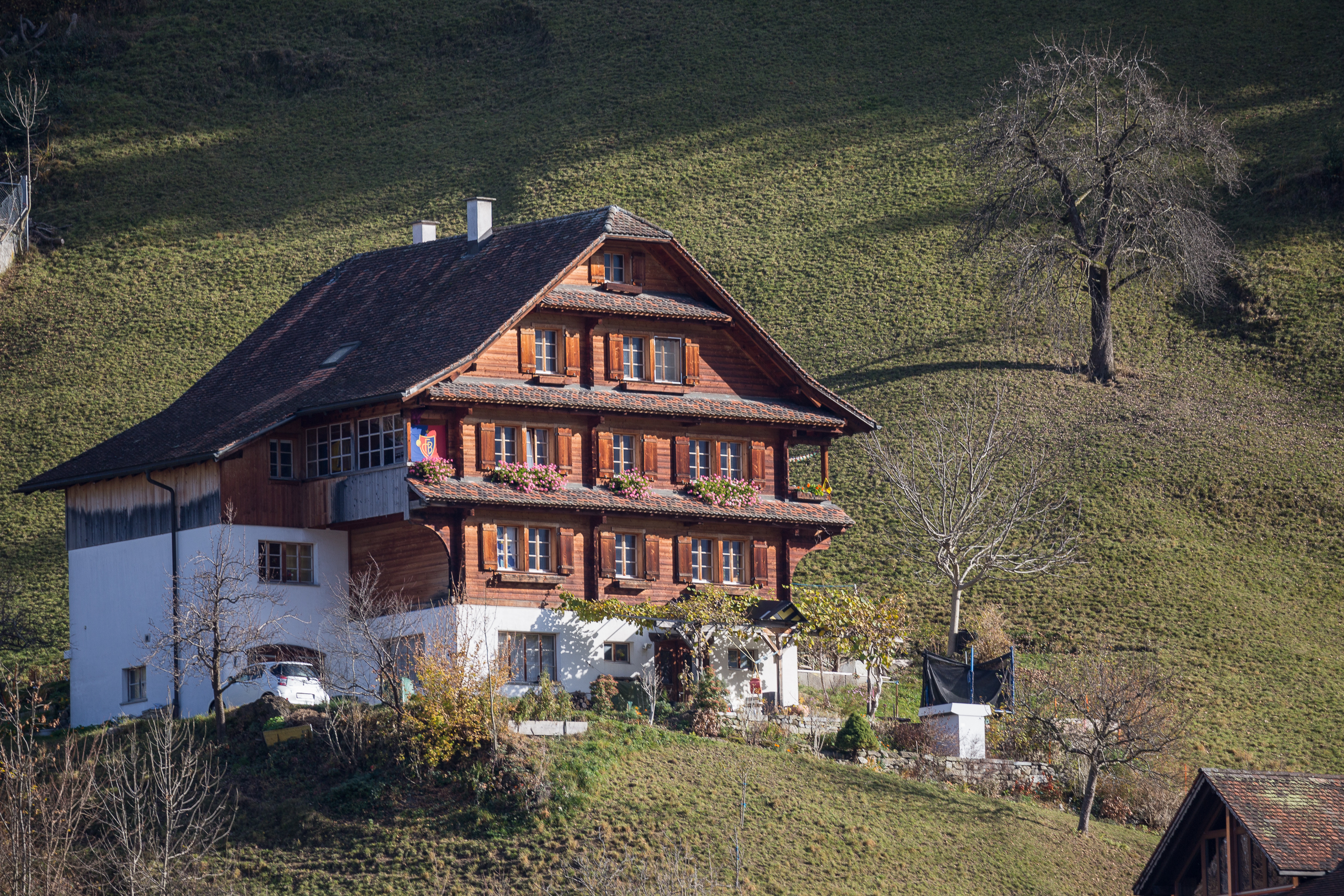
Hist. Haus am Hang in Flüelen
Schifflände Flüelen, 1817
Schutzbauten zwischen Axeneck und Sulzegg
Gruonbach bei Flüelen, Talsperren zum Schutz der Gotthardbahn, 1914

## Persönlichkeiten
- Joachim Leonz Eder (1772–1848), Jurist und Politiker
- Anna Maria Tobler (1882–1935), Malerin, Textilkünstlerin und Dichterin
- Heinrich Danioth (1896–1953), Künstler
- Franz Arnold (1897–1984), Politiker (FDP)
- Alfred Schaller (1908–1985), Politiker (FDP)
- Alfons Müller-Marzohl (1923–1997), Lehrer, Kulturredaktor und Politiker
- Franz Steinegger (* 1943), Jurist und Politiker (FDP)
- Miro Muheim (* 1998), Fussballspieler